# .40 S&W

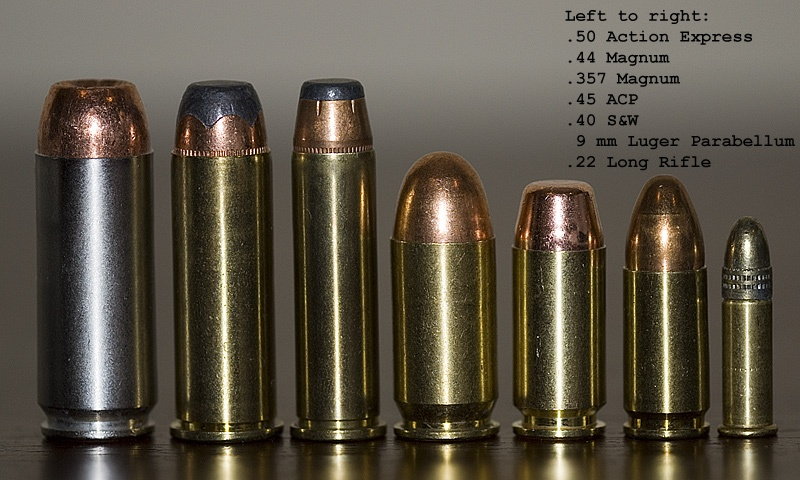
.40 S&W comparado con otros cartuchos (quinta a la izquierda)

El .40 S&W (10 × 22 mm Smith & Wesson) es un cartucho de pistola aparecido en la década de los años 1990. Actualmente muy popular en Estados Unidos, tanto para uso policial como entre particulares.
El origen de este calibre fue el requerimiento por parte del FBI de un arma menos potente que el 10 mm Auto, a fin de reducir el riesgo de las balas perdidas y obtener un retroceso más manejable. El .40 S&W se ha convertido en el calibre más usado por los cuerpos policiales de los Estados Unidos con los años, desplazando al 9 mm Parabellum. Además, se ha vuelto muy popular entre civiles. 

## Dimensiones del cartucho
La capacidad que el cuerpo del cartucho tiene es de 1,25 ml.
Dimensiones del cartucho .40 S&W maximum C.I.P.. Todas las medidas en milímetros (mm).
El motivo de esto es que mantiene un logrado equilibrio de prestaciones. El retroceso es poco mayor al de una 9 mm, lo que le hace manejable por cualquier persona. Sin embargo, el poder de detención es sensiblemente mayor, siendo mucho más probable derribar a un blanco de un disparo, sin usar munición especial, que con una 9 Luger. La perforación, si bien no llega a la del 9 mm, es adecuada y superior al viejo .45 ACP. Esta característica la hace ideal para el uso policial, ya que una excesiva penetración reduce el poder de detención, como es el caso del 9 × 19 mm Parabellum. La combinación de estas prestaciones le ha hecho muy flexible en su uso en situaciones de defensa personal, y la precisión es lo bastante buena para su uso deportivo.
Además de pistolas, ya existen algunos modelos de subfusiles para este calibre, usados por grupos de asalto policiales que ya usaban pistolas con esa munición.